# 吳鏘
吳鏘，字仲和，福建福州府闽县人，明朝政治人物，同進士出身。

## 生平
成化十三年，福建丁酉乡试中舉。成化二十年（1484年）甲辰科進士，官至揭阳縣知縣。